# إيفانجلين ليلي
نيكول إيفانجلين ليلي (بالإنجليزية:Nicole Evangeline Lilly) هي ممثلة كندية وُلدت في 3 أغسطس 1979. حققت شهرة واسعة من خلال دورها في المسلسل التلفزيوني الشهير" لوست" الذي أدى إلى ترشحها لجائزة الغولدن غلوب. في عام 2005، حصلت ليلي على جائزة نقابة ممثلي الشاشة لأفضل مجموعة في مسلسل درامي، وذلك تقديرًا لجهودها في العمل ضمن طاقم العمل في مسلسل لوست.

## الحياة الشخصية
ولدت إيفانجلين ليلي في فورت ساسكاتشوان، ألبرتا، و في كولومبيا البريطانية نشأت في بلدة صغيرة في عائلة من الكنيسة المعمدانية. وكان والدها مدرسًا لعلم الاقتصاد ووالدتها كانت مستشارة الجمال. لدى ليلي أيضًا شقيقتين. تخرجت من مدرسة W. J. Mouat الثانوية في أبوتسفورد، كولومبيا البريطانية.
ليلي شغلت سابقًا منصب تبشيرية في الفلبين ومضيف (طيران) مع الخطوط الجوية الملكية. تتكلم الفرنسية بطلاقة. حضرت جامعة كولومبيا البريطانية وتخرجت مع درجة في العلاقات الدولية.
في 20 ديسمبر 2006، تم تدمير منزل ليلي في كيلوا، هاواي، بـالنار أثناء تواجدها في مجموعة لوست. كان سبب الحريق مشكلة كهربائية.
كانت ليلي متزوجة سابقًا إلى الكندي لاعب الهوكي موري هون في 2003 و 2004 وبعد ذلك واعدت نجم لوست دومينيك موناغان لسنوات. و أنجبت أول طفل لها، وهو ابن اسمه كهكلي، مع صديقها نورمان كالي في هاواي في شهر مايو من عام 2011م.

## المهنة

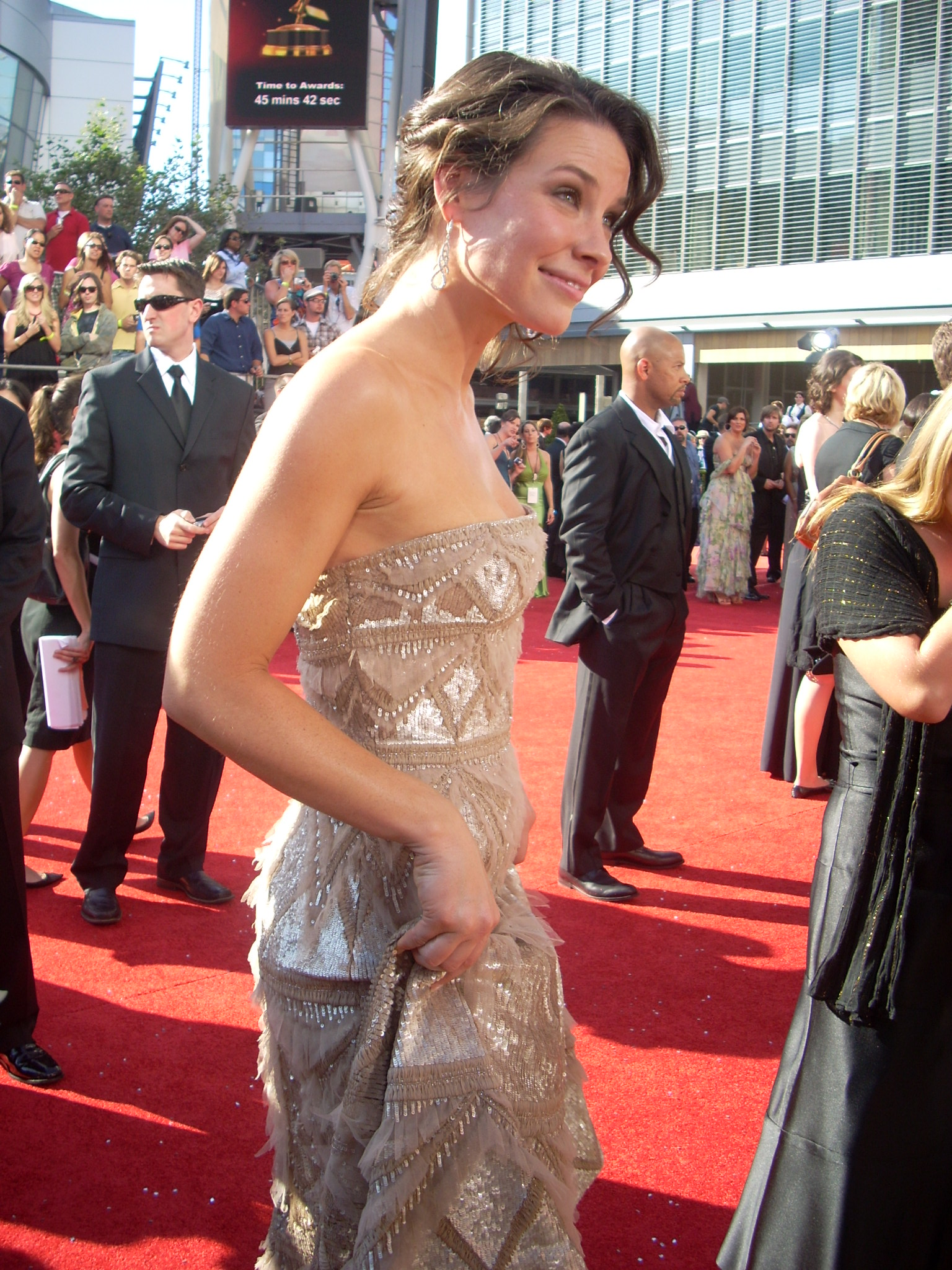
ليلي في (60th Primetime Emmy Awards)

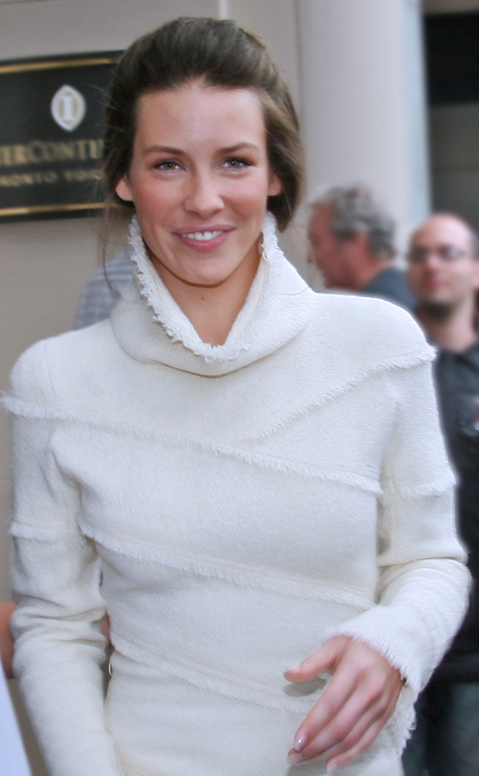
استخدمت ليلي شهرتها باعتبارها المتحدثة باسم العديد من العلامات التجارية.

درست ليلي التمثيل في (The Yaletown Actors Lab).
ظهرت في Judgment Day على قناة جي 4 ودور في نكروديتيد في 2003م فيلم Freddy vs. Jason كفتاة في المدرسة الثانوية، وبعض المرات ظهرت في إحدى حلقات Smallville كزيادة. و كانت ضيفةً على ABC في سلسلة الرعب Kingdom Hospital 2004. فقد حول دور ليلي الناطقة الأولى.
في عام 2006م، ظهرت ليلي في Just Yell Fire، وشريط فيديو تهدف إلى تعليم الفتيات في سن المراهقة كيف يدافعن عن أنفسهن ضد المغتصبين.
أعربت كاثرين أوستن في لوست، عن قلقها الرئيسي هو الحصول على تأشيرة عمل لدخول الولايات المتحدة. مع الإنتاج حرفيًا أيام بعيدًا وأية أخبار حول التأشيرة، أجبر المخرجين أدخالها بتذمر لبدء إعادة أدخالها بدور كاثرين أوستن. بعد ما يقرب من 20 اختبار، وتمت الموافقة لتأشيرة عمل ليلي.
في أعقاب دورها في لوست، كانت صوت واحد من نجوم الاندلاع لعام 2004م من قبل مجلة Entertainment Weekly، وفي 14 ديسمبر 2006م، رشحت لجائزة جولدن جلوب لأفضل ممثلة دراما. وأعلن عن شخصيات العمل من شخصية ليلي في لوست خلال موسم الأعياد من عام 2006م. وفي 11 مايو 2010، أعلنت ليلي على نظرة أنها قالت أنها تضع الكتابة وكونها أماً على رأس أولوياتها، ولكن لأنها تحب بوصفها وظيفة اليوم، وأنها ستواصل العمل عندما يكون ذلك ممكنًا.
بدأت ليلي بعزمها في كتابة الكتب للأطفال تسمى Squickerwonkers والتركيز على الأفلام الروائية.
في أكتوبر 2011م، ظهرت بدور بيلي تالت في فلاذ حقيقي، إلى جانب بطولة هيو جاكمان. على الرغم من رفضها عدد من عروض الفيلم، سافرت إلى لوس أنجلوس للحصول على جزءاً لبضعة أيام بعد شون ليفي، المخرج، أرسلت لها السيناريو بسبب التأثير العاطفي كانت القصة على بلدها. ليفي أعربت لها، لأنه في كلماته، «إنها رائعة لـ النظر، وانه مفعم بالعاطفة، وانها مثيرة مع هيو. أنا بحاجة لشخص الذي يعتقد أنه تعرع في عالم الرجال. بيلي بحاجة إلى امتلاك القوة والصلابة التي كانت ليس على حساب من كونها أنثوي». وقالت أنها قد ذكرت أنها غير مهتمة في التمثيل في مشاهد عارية أو جنسية مفرطة.
في عام 2012، لعبت ليلى دور Elf Tauriel في التكيف مع بيتر جاكسون ثلاثة أجزاء من ج. ر. ر. تولكين في الهوبيت: رحلة غير متوقعة، الذي أفرج عنه في ديسمبر 2012 وفي عام 2013 وحاليا في الإنتاج في نيوزيلندا. تم إنشاء شخصية، الذي لا يظهر في الكتاب الأصلي من قبل تولكين، من قبل بيتر جاكسون وفران والش حيث رئيس الجان الحارس، مثل لاقولاس (الذي يظهر أيضا في الفيلم)، تملك القوس واثنين من الخناجر. لا تظهر شخصيتها في الفيلم الأول ولكن من المقرر أن تظهر في الثانية. ليلى، التي كانت من محبي كتب تولكين منذ أن كانت 13 عام، تدريب المبارزة والرماية، وكذلك في لغة ايلفش (الأرض الوسطى) للدور.

## الأعمال

### الأفلام
| السنة | العنوان                             | الدور               | Notes                                                                               |
| ----- | ----------------------------------- | ------------------- | ----------------------------------------------------------------------------------- |
| 2003  | Freddy vs. Jason                    | School Student      | (uncredited)                                                                        |
| 2003  | The Lizzie McGuire Movie            | Police Officer      |                                                                                     |
| 2003  | Stealing Sinatra                    | Model in commercial |                                                                                     |
| 2005  | The Long Weekend                    | Simone              |                                                                                     |
| 2006  | Just Yell Fire                      | Herself             |                                                                                     |
| 2008  | Afterwards                          | Claire              |                                                                                     |
| 2009  | The Hurt Locker                     | Connie James        | Gotham Awards Washington D.C. Area Film Critics Association Award for Best Ensemble |
| 2011  | Real Steel                          | Bailey Tallet       |                                                                                     |
| 2013  | The Hobbit: The Desolation of Smaug | Tauriel             | Post-Production (Additional Filming 2013)                                           |
| 2014  | The Hobbit: There and Back Again    | Tauriel             | Post-Production (Additional Filming 2013)                                           |
| 2015  | الرجل النملة (فيلم)                 | هوب بيم             |                                                                                     |
| 2017  | Little Evil                         | Samantha            | In post-production                                                                  |

### التلفزيون
| السنة     | العنوان            | الدور                 |
| --------- | ------------------ | --------------------- |
| 2002      | Reviews on the Run | Hardware girl         |
| 2002–2004 | Smallville         | Various               |
| 2003      | Tru Calling        | Party guest           |
| 2004      | Kingdom Hospital   | Benspoln's girlfriend |
| 2004–2010 | الضياع             | Kate Austen           |

## الجوائز والترشيحات
| السنة | الجائزة                            | العمل           | النتيجة |
| ----- | ---------------------------------- | --------------- | ------- |
| 2010  | Alliance of Women Film Journalists | The Hurt Locker | فوز     |
| 2010  | Denver Film Critics Society        | The Hurt Locker | رُشِّح     |

## الإعلانات
| السنة        | العلامة التجارية         | الدولة        |
| ------------ | ------------------------ | ------------- |
| 2006         | Karastan Carpets         | USA           |
| 2006         | Michelle K Footwear      | USA           |
| 2007–2008    | Davidoff Coolwater Women | Europe        |
| 2009         | Baume et Mercier         |               |
| 2009–present | L’Oreal Paris            | International |

## روابط خارجية
- إيفانجلين ليلي على موقع IMDb (الإنجليزية)
- إيفانجلين ليلي على موقع ميتاكريتيك (الإنجليزية)
- إيفانجلين ليلي على موقع روتن توميتوز (الإنجليزية)
- إيفانجلين ليلي على موقع مونزينجر (الألمانية)
- إيفانجلين ليلي على موقع قاعدة بيانات الأفلام العربية
- إيفانجلين ليلي على موقع ألو سيني (الفرنسية)
- إيفانجلين ليلي على موقع تيرنر كلاسيك موفيز (الإنجليزية)
- إيفانجلين ليلي على موقع أول موفي (الإنجليزية)
- إيفانجلين ليلي على موقع بوكس أوفيس موجو (الإنجليزية)
- إيفانجلين ليلي على موقع قاعدة بيانات الأفلام السويدية (السويدية)